# Watertorens in Friesland
In Friesland zijn dertien watertorens gebouwd op het vasteland en vier hoogreservoirs op de Waddeneilanden in een periode van zeventig jaar.

## Geschiedenis
De eerste watertoren in Friesland werd in Leeuwarden aan de Schrans/ Zuiderplein in 1888 gebouwd. De volgende watertorens werden in Sneek en Heerenveen gebouwd.
Watertorens maken deel uit van het waterleidingnet. De waterleidingbedrijven waren in handen van particulieren. Na voorstellen tot een provinciale waterleidingvoorziening werd in 1921 het waterleidingbedrijf van Leeuwarden door de gemeente overgenomen. Een jaar later ging deze op in de door een aantal gemeenten opgerichte Intercommunale Waterleiding Gebied Leeuwarden (IWGL). Dit werd later de Waterleiding Friesland.
In de jaren daarna werden er een aantal watertorens aan het waterleidingnet toegevoegd. In 1955 gingen de waterleidingbedrijven van Leeuwarden en Heerenveen samen.
Eind jaren vijftig waren er nog plannen voor watertorens in Surhuisterveen, Kollum, Bakkeveen en werd er gedacht aan een toren in Ferwerd en in Workum. Het verwezenlijken van deze plannen ging echter niet door. Er werd namelijk een economische afweging gemaakt of er een watertoren, of een waterkelder met pompsysteem moest komen. Het tijdperk van de bouw van watertorens in Friesland was voorbij.
Doordat de torens hun functie van watertoren verloren volgde de neergang. Sommige zijn gesloopt, zoals in het geval van Leeuwarden Schrans/ Zuiderplein (1972), Heerenveen (1982) en Harlingen (1990). Andere zijn gewijzigd of gerestaureerd en vallen onder de monumentenzorg. Enkele kregen een nieuwe bestemming en zijn verbouwd tot woning of kantoor.
De watervoorziening op de Friese Waddeneilanden Schiermonnikoog (1950), Vlieland (1952), Terschelling (1958) en Ameland (1961) vergde een andere aanpak. Op Schiermonnikoog, met twee vuurtorens, werd de overbodige vuurtoren omgebouwd tot watertoren. Op de andere eilanden werden de waterreservoirs zonder torenschacht op hoge duinen gebouwd.

## Architectuur
De eerste watertoren in Friesland was ook de eerste watertoren in Nederland met een Intze-reservoir. Enkele watertorens zijn ook door Friese architecten of ingenieurs ontworpen: Hidde Petrus Nicolaas Halbertsma (1853-1929), Gerrit Halbertsma (1855-1928), Roelof Kuipers (1855-1922) en C.J. Wierda. De torens van Franeker, Leeuwarden (1925), Bolsward, Harlingen en Lippenhuizen zijn ontworpen door de combinatie van de IWGL en de Bredasche Betonmaatschappij.
De toren van Heerenveen was vrijwel identiek aan de watertoren van Barendrecht van 1912 (beide ontworpen door Roelof Kuipers). De watertorens van Akkrum en Sint Jacobiparochie van 1957 zijn identiek (beide ontworpen door A.P. Wesselman van Helmond). Ook de torens van Dokkum en Drachten, beide ontworpen door J.J.M. Vegter (1906-1982), lijken op elkaar.
De hoogte van de watertorens is gemiddeld veertig meter. De inhoud van de waterreservoirs verschilt echter enorm: Heerenveen had slechts 150 m3 en Drachten heeft in totaal 1500 m3. De torens van Harlingen, Lippenhuizen en Drachten waren met twee waterreservoirs uitgerust.

## Tabel watertorens
| Watertoren                     | Plaats               | Provincie | Bouwjaar                             | Afgebroken | Hoogte  | Inhoud           | Architect                           | Foto |
| ------------------------------ | -------------------- | --------- | ------------------------------------ | ---------- | ------- | ---------------- | ----------------------------------- | ---- |
| Akkrum-Nes                     | Nes                  | Friesland | 1957                                 |            | 41 m    | 515 m³           | A.P. Wesselman van Helmond          |      |
| Bolsward                       | Bolsward             | Friesland | 1929                                 |            | 37,4 m  | 200 m³ + 200 m³  |                                     |      |
| Dokkum                         | Dokkum               | Friesland | 1958                                 |            | 37 m    | 1000 m³          | J.J.M. Vegter                       |      |
| Drachten                       | Drachten             | Friesland | 1959                                 |            | 42 m    | 500 m³ + 1000 m³ | J.J.M. Vegter                       |      |
| Franeker                       | Franeker             | Friesland | 1925                                 |            | 48,80 m | 445 m³           | I.W.G.L.                            |      |
| Harlingen                      | Harlingen            | Friesland | 1931                                 | 1990       | 45,90 m | 300 m³ + 300 m³  | Bredasche Beton Mij.                |      |
| Heerenveen                     | Heerenveen           | Friesland | 1915                                 | 1982       | 42 m    | 150 m³           | R. Kuipers                          |      |
| Hoorn (Terschelling)           | Hoorn (Terschelling) | Friesland | 1958                                 |            | 10 m    | 200 m³           |                                     |      |
| Joure                          | Joure                | Friesland | 1928                                 |            | 30,3 m  | 150 m³           | C.J. Wierda                         |      |
| Leeuwarden, Schrans            | Leeuwarden           | Friesland | 1888                                 | 1972       | 37 m    | 500 m³           | H.P.N. Halbertsma en J. Verheul     |      |
| Leeuwarden, Groningerstraatweg | Leeuwarden           | Friesland | 1925                                 |            | 36 m    | 1000 m³          | Bredasche Beton Maatschappij        |      |
| Lippenhuizen                   | Lippenhuizen         | Friesland | 1932                                 |            | 44,25 m | 300 + 300 m³     | I.W.G.L. en de Bredasche Beton Mij. |      |
| Schiermonnikoog, Zuidertoren   | Schiermonnikoog      | Friesland | 1950 (in 1854 gebouwd als vuurtoren) |            | 31,5 m  | 44 m³            | H.G. Jansen                         |      |
| Sint Jacobiparochie            | Sint Jacobiparochie  | Friesland | 1957                                 |            | 41 m    | 515 m³           | A.P. Wesselman van Helmond          |      |
| Sneek                          | Sneek                | Friesland | 1908                                 |            | 44 m    | 350 m³           | G. Halbertsma                       |      |